# 长柄山蚂蝗
长柄山蚂蝗（学名：Hylodesmum podocarpum）为豆科长柄山蚂蝗属下的一个种。